# Гребенкіно (Липецька область)
Гребенкіно (рос. Гребенкино) — присілок у Краснинському районі Липецької області Російської Федерації.
Належить до муніципального утворення Краснинська сільрада.

## Географія
Присілок розташований за 11 кілометрів від районного — села Краснинська, 55 кілометрів від обласного центру міста Липецька та 329 кілометрів від Москви.
Найближчий аеропорт — «Липецьк» розташований за 46 кілометрів.

## Історія
З 13 червня 1934 до 26 вересня 1937 року у складі Воронезької області, у 1937-1954 роках — Орловської області. Відтак входить до складу Липецької області.
Згідно із законом від 2 липня 2004 року №114-оз органом місцевого самоврядування є Краснинська.